# Возглас
Во́зглас, возглаше́ние, акклама́ция (лат. acclamatio) — общее название сравнительно коротких часто повторяемых словесно-музыкальных формул в богослужении иудеев, христиан, мусульман которые по традиции возглашаются на общественном богослужении. Особенность заключается в том, что выбранная фраза произносится нараспев, путём повышения и понижения высоты звука на отдельных слогах. Таким приёмом удобно выделять наиболее значимые смысловые обороты в молитве.

## В православии
В православных храмах часть возгласов могут громко произносить только священнослужители (архиереи, священники и диаконы), другие аккламации возглашаются церковнослужителями (чтецами, канонархами, псаломщиками), третьи возглашения более музыкально поются певчими церковных хоров и клиросов. Большая же часть мирян-прихожан, по своей скромности, довольствуется ролью пассивных слушателей.

### Начальные возгласы
Почти каждое православное богослужение начинается возгласом священника:
Благослове́н Бог наш всегда́, ны́не и при́сно, и во ве́ки веко́в.
Ему отвечает чтец:
Ами́нь.
И далее произносит начальные молитвы. После окончания молитвы Господней «Отче наш…» следует второй возглас священника:
Я́ко Твое́ есть Ца́рство, и си́ла, и сла́ва, Отца́, и Сына́, и Свята́го Ду́ха, ны́не и при́сно, и во ве́ки веко́в.
Чтец:
Ами́нь.
 Го́споди, поми́луй (12 раз).
 Сла́ва Отцу́, и Сы́ну, и Свято́му Ду́ху, и ны́не, и при́сно, и во ве́ки веко́в. Ами́нь.
 Прииди́те, поклони́мся Царе́ви на́шему, Бо́гу.
 Прииди́те, поклони́мся и припаде́м Христу́, Царе́ви на́шему, Бо́гу.
 Прииди́те, поклони́мся и припаде́м Самому́ Христу́, Царе́ви и Бо́гу на́шему.
После чтения псалма диакон возглашает целый каскад возглашений (призывов к собравшимся в храме молящимся) — ектению, после которой — особый возглас священника.
При отсутствии священника в начале богослужения вместо начального возгласа «Благослове́н Бог…» старший из мирян может возгласить миря́нский:
Моли́твами святы́х оте́ц на́ших, Го́споди Иису́се Христе́, Бо́же наш, поми́луй нас.
В начале утрени, как нового праздничного дня, священником возглашается особое славословие Троицы:
Сла́ва святе́й, и единосу́щней, и животворя́щей, и неразде́льней Тро́ице, всегда́, ны́не и при́сно, и во ве́ки веко́в.
Когда утреня в составе всенощного бдения соединяется с великой вечерней или с великим повечерием, то этот возглас переносится на начало этой вечерни (или в начало того повечерия), а перед ним звучит диа́конский призыв:
Во(з)ста́ните!
Этот же радостный утренний возглас «Сла́ва святе́й…» произносится также в начале молебна-Благодарения о получении прошения и о всяком благодеянии Божии.
Литургия, как главнейшее богослужение, начинается особым возгласом:
Благослове́но Ца́рство Отца́ и Сы́на, и Свята́го Ду́ха, ны́не и при́сно, и во ве́ки веко́в.
Если вечерня завершается Литургией, то в начале вечерни должен звучать уже литурги́йный возглас «Благослове́но Ца́рство…», а также — в начале таинств Крещения, Венчания и Молебного пения на новый год, поскольку в древности стремились все таинства и церковные обряды соединять с Литургией.

### Возгласысуточных служб
Во время входа:
Прему́дрость, про́сти.
В конце праздничной литии:
Услы́ши ны, Бо́же, Спа́сителю наш, упова́ние всех конце́в земли́ и су́щих в мо́ри дале́че, и ми́лостив, ми́лостив бу́ди, Влады́ко, о гресе́х на́ших, и поми́луй ны. Ми́лостив бо и человеколю́бец Бог еси́, и Тебе́ сла́ву возсыла́ем, Отцу́, и Сы́ну, и Свято́му Ду́ху, ны́не и при́сно, и во ве́ки веко́в.
В конце великой вечерни:
Благослове́ние Госпо́дне на ва́с, Того́ благода́тию и человеколю́бием, всегда́, ны́не и при́сно, и во ве́ки веко́в.
В конце вседневной вечерни и вседневной утрени:
Сый благослове́н Христо́с Бог наш, всегда́, ны́не и при́сно, и во ве́ки веко́в.
Перед чтением Евангелия на утрене:
Диакон: Во́нмем.
 Священник: Мир всем.
 Собравшиеся люди: И ду́хови твоему́.
 Диакон: Прему́дрость!  и прокимен со  стихом. Клирос повторяет прокимен.
 Диакон: Го́споду помо́лимся.
 Лик: Го́споди, поми́луй.
 Священник возглашает: Я́ко свят еси́, Бо́же наш, и во святы́х почива́еши, и Тебе́ сла́ву возсыла́ем, Отцу́, и Сы́ну, и Свято́му Ду́ху, ны́не и при́сно, и во ве́ки веко́в.
 Лик: Ами́нь.
 Диакон: Вся́кое дыха́ние да хва́лит Го́спода. И стих: Хвали́те Бо́га во святы́х Его́, хвали́те Его́ в утверже́нии си́лы Его́.
 И после повторения хором, диакон возглашает: И о сподо́битися нам слы́шанию свята́го Ева́нгелия Го́спода Бо́га мо́лим.
 Лик: Го́споди, поми́луй. — трижды.
 Диакон: Прему́дрость, про́сти, услы́шим свята́го Ева́нгелия.
 Священник: Мир всем.
 Люди: И ду́хови твоему́.
 Иерей: От (имя евангелиста) свята́го Ева́нгелия чте́ние.
 Лик: Сла́ва Тебе́, Го́споди, сла́ва Тебе́.
 Диакон: Во́нмем.
Перед чтением канона утрени и помазанием:
Ми́лостию и щедро́тами и человеколю́бием единоро́днаго Твоего́ Сы́на, с Ни́мже благослове́н еси́, со пресвяты́м, и благи́м, и животворя́щим Твои́м Ду́хом, ны́не и при́сно, и во ве́ки веко́в.
По 8-й песни канона:
Богоро́дицу и Ма́терь Све́та в пе́снех возвели́чим.
После воскресного канона утрени:
Свят Госпо́дь Бог наш. Трижды.
 Стих: Я́ко свят Госпо́дь Бог наш.
 Стих: Над все́ми людьми́ Бог наш.
Перед великим славословием на праздничном богослужении произносит священник, или даже архиерей, а на вседне́вном — учинённый чтец (обычная певчая-мирянка):
Сла́ва Тебе́, показа́вшему нам свет.
Окончание утрени в неделю:
Иерей: Я́ко Бог ми́лости, щедро́т и человеколю́бия еси́, и Тебе́ сла́ву возсыла́ем, Отцу́, и Сы́ну, и Свято́му Ду́ху, ны́не и при́сно, и во ве́ки веко́в.
 Лик: Ами́нь.
 Иерей: Мир всем.
 Людие: И ду́хови твоему́.
 Диакон: Главы́ на́ша Го́сподеви прикло́ним.
 Лик: Тебе́, Го́споди.
 Иерей: Твое́ бо есть е́же ми́ловати и спаса́ти ны́, Бо́же наш, и Тебе́ сла́ву возсыла́ем, Отцу́, и Сы́ну, и Свято́му Ду́ху, ны́не и при́сно, и во ве́ки веко́в.
 Лик: Ами́нь.
 Диакон: Прему́дрость.
 Лик: Благослови́.
 Иерей: Сый благослове́н Христо́с, Бог наш, всегда́, ны́не и при́сно, и во ве́ки веко́в.
 Лик: Ами́нь. Утверди́, Бо́же, святу́ю правосла́вную ве́ру, правосла́вных христиа́н во ве́к ве́ка.
 Иерей: Пресвята́я Богоро́дице, спаси́ нас.
 Лик: Честне́йшую Херуви́м и сла́внейшую без сравне́ния Серафи́м, без истле́ния Бо́га Сло́ва ро́ждшую, су́щую Богоро́дицу Тя велича́ем.
 Иерей: Сла́ва Тебе́, Христе́ Бо́же, упова́ние на́ше, сла́ва Тебе́.
 Лик: Сла́ва Отцу́ и Сы́ну и Свято́му Ду́ху, и ны́не и при́сно и во ве́ки веко́в. Ами́нь. Го́споди, поми́луй. Го́споди, поми́луй. Го́споди, поми́луй. Высокопреосвяще́ннейший Влады́ко благослови́.
 Иерей творит отпуст: Воскресы́й из ме́ртвых, Христо́с, и́стинный Бог наш, моли́твами Пречи́стыя Своея́ Ма́тере, святы́х сла́вных и всехва́льных Апо́стол, (и святаго, егоже есть храм, и святаго, егоже есть день), святы́х и пра́ведных богооте́ц Иоаки́ма и А́нны, и всех святы́х, поми́лует и спасе́т нас, я́ко благ и человеколю́бец.
 Таже, лик поет: Вели́каго господи́на и отца́ на́шего Кири́лла, / Святе́йшаго Патриа́рха Моско́вскаго и всея́ Руси́, / и господи́на на́шего преосвяще́ннейшаго (имя рек)...
В конце Пе́рваго часа:
Христе́, Све́те и́стинный, просвеща́яй и освяща́яй вся́каго челове́ка, гряду́щаго в мiр, да зна́менается на нас свет лица́ Твоего́, да в нем у́зрим Свет непристу́пный: и испра́ви стопы́ на́ша к де́ланию за́поведей Твои́х, моли́твами Пречи́стыя Твоея́ Ма́тере, и всех Твои́х святы́х, ами́нь.
 Сла́ва Тебе́, Христе́ Бо́же, Упова́ние на́ше, сла́ва Тебе́.

### Возгласы Литургии
Перед Трисвятым:
Иерей: Я́ко свят еси́, Бо́же наш, и Тебе́ сла́ву возсыла́ем, Отцу́, и Сы́ну, и Свято́му Ду́ху, ны́не и при́сно.
 Диакон: Го́споди, спаси́ благочести́выя.
 Лик: Го́споди, спаси́ благочести́выя.
 Диакон: И услы́ши ны.
 Лик: И услы́ши ны.
 Диакон велегласно: И во ве́ки веко́в.
 Лик: Ами́нь.
Перед чтением Евангелия:
Диакон: Благослови́, влады́ко, благовести́теля свята́го Апо́стола и Евангели́ста, имярек.
 Священник: Бог, моли́твами свята́го, сла́внаго, всехва́льнаго Апо́стола и Евангели́ста, имярек, да да́ст тебе́ глаго́л благовеству́ющему си́лою мно́гою, во исполне́ние Ева́нгелия возлю́бленнаго Сы́на Своего́, Го́спода на́шего Иису́са Христа́.
 Диакон: Ами́нь.
 Второй диакон, или священник возглашает: Прему́дрость, про́сти, услы́шим свята́го Ева́нгелия.
 Иерей: Мир всем.
 Люди: И ду́хови твоему́.
 Диакон: От имярек свята́го Ева́нгелия чте́ние.
 Лик: Сла́ва Тебе́, Го́споди, сла́ва Тебе́.
 Священник: Во́нмем.
После чтения Евангелия:
Священник: Мир ти́, благовеству́ющему.
 Диакон: И ду́хови твоему́.
 Лик: Сла́ва Тебе́, Го́споди, сла́ва Тебе́.
 Диакон: Рцем вси́ от всея́ души́, и от всего́ помышле́ния на́шего рцем.
 Лик: Го́споди, поми́луй.
 Далее сугубая ектения...
В конце ектении об оглашенных:
Диакон: Оглаше́ннии, главы ва́ша Го́сподеви приклони́те.
 Лик: Тебе́, Го́споди.
 Священник:
Да и ти́и с на́ми сла́вят пречестно́е и великоле́пое и́мя Твое́, Отца́, и Сы́на, и Свята́го Ду́ха, ны́не и при́сно, и во ве́ки веко́в.
 Лик: Ами́нь.
 Диакон глаголет: Ели́цы оглаше́ннии, изыди́те.
 Если есть вторый диакон, возглашает и тот: Оглаше́ннии, изыди́те.
 Снова первый: Ели́цы оглаше́ннии, изыди́те. Да никто от оглаше́нных, ели́цы ве́рнии, па́ки и па́ки ми́ром Го́споду помо́лимся.
 Лик: Го́споди, поми́луй.
 Диакон: Заступи́, спаси́, поми́луй и сохрани́ нас, Бо́же, Твое́ю благода́тию.
 Лик: Го́споди, поми́луй.
 Диакон: Прему́дрость.
 Священник: Я́ко подоба́ет Тебе́ вся́кая сла́ва, честь и поклоне́ние, Отцу́, и Сы́ну, и Свято́му Ду́ху, ны́не и при́сно, и во ве́ки веко́в.
 Лик: Ами́нь.
Перед пением Херувимской песни:
Я́ко да под держа́вою Твое́ю всегда́ храни́ми, Тебе́ сла́ву возсыла́ем, Отцу́, и Сы́ну, и Свято́му Ду́ху, ны́не и при́сно, и во ве́ки веко́в.
На Литургии преждеосвященных Даров:
По да́ру Христа́ Твоего́, с Ни́мже благослове́н еси́, со Пресвяты́м и благи́м и животворя́щим Твои́м Ду́хом, ны́не и при́сно, и во ве́ки веко́в.
Евхаристический канон имеет множество уникальных возгласов с ответами на них, которые вместе выстраиваются в своеобразный молитвенный диалог, произносимый священником и мирянами, но обращённый к Богу:
Диакон: Возлю́бим друг дру́га, да единомы́слием испове́мы.
 Лик: Отца́, и Сы́на, и Свята́го Ду́ха, / Тро́ицу единосу́щную / и неразде́льную.
 Диакон: Две́ри, две́ри, прему́дростию во́нмем.
 Все молящиеся:Ве́рую во еди́наго Бо́га Отца́ Вседержи́теля, Творца́ не́бу и земли́...
 Диакон: Ста́нем до́бре, ста́нем со стра́хом, во́нмем, свято́е возноше́ние в ми́ре приноси́ти.
 Лик: Ми́лость ми́ра, / же́ртву хвале́ния.
 Священник: Благода́ть Го́спода на́шего Иису́са Христа́, и любы́ Бо́га и Отца́, и прича́стие Свята́го Ду́ха, бу́ди со все́ми ва́ми.
 Лик: И со ду́хом твои́м.
 Священник: Горе́ име́им сердца́.
 Лик: И́мамы ко Го́споду.
 Священник: Благодари́м Го́спода.
 Лик: Досто́йно и пра́ведно есть / покланя́тися Отцу́ и Сы́ну, и Свято́му Ду́ху, / Тро́ице единосу́щней и неразде́льней.
 Священник: Побе́дную песнь пою́ще, вопию́ще, взыва́юще и глаго́люще.
 Лик: Свят, свят, свят Госпо́дь Савао́ф, / испо́лнь не́бо и земля́ сла́вы Твоея́; / оса́нна в вы́шних, / благослове́н Гряды́й во и́мя Госпо́дне, / оса́нна в вы́шних.
 Священник: Приими́те, яди́те, сие́ есть Те́ло Мое́, е́же за вы ломи́мое во оставле́ние грехо́в.
 Лик: Ами́нь.
 Священник: Пи́йте от нея́ вси, сия́ есть Кровь Моя́ Но́ваго Заве́та, я́же за вы и за мно́гия излива́емая, во оставле́ние грехо́в.
 Лик: Ами́нь.
 Священник: Твоя́ от Твои́х, Тебе́ принося́ще, о всех и за вся.
 Лик: Тебе́ пое́м, / Тебе́ благослови́м, / Тебе́ благодари́м, Го́споди, / и мо́лим Ти ся, Бо́же наш.
 Священник: Изря́дно о Пресвяте́й, Пречи́стей, Преблагослове́нней, Сла́вней Влады́чице на́шей Богоро́дице и Присноде́ве Мари́и.
 Лик: Достойно есть... (или задостойник)
Священник: В пе́рвых помяни́, Го́споди, вели́каго господи́на и отца́ на́шего имя, Святе́йшаго Патриа́рха Моско́вскаго и всея́ Руси́, и господи́на на́шего преосвяще́ннаго имя, митрополи́та (или архиепи́скопа, или епи́скопа, его же есть епархия), и́хже да́руй святы́м Твои́м це́рквам, в ми́ре, це́лых, честны́х, здра́вых, долгоде́нствующих, пра́во пра́вящих сло́во Твоея́ и́стины.
 Певцы поют: И всех, и вся.
 Священник: И даждь нам еди́неми усты́ и еди́нем се́рдцем сла́вити и воспева́ти пречестно́е и великоле́пое и́мя Твое́, Отца́, и Сы́на, и Свята́го Ду́ха, ны́не и при́сно, и во ве́ки веко́в.
 Лик: Ами́нь.
 Священник: И да бу́дут ми́лости вели́каго Бо́га и Спа́са на́шего Иису́са Христа́ со все́ми ва́ми.
 Лик: И со ду́хом твои́м.
 Диакон: Вся святы́я помяну́вше, па́ки и па́ки ми́ром Го́споду помо́лимся.
 Лик: Го́споди, поми́луй.
 Диакон: О принесе́нных и освяще́нных Честны́х Даре́х, Го́споду помо́лимся.
 Лик: Го́споди, поми́луй.
 Диакон: Я́ко да человеколю́бец Бог наш, прие́м я́ во святы́й и пренебе́сный и мы́сленный Свой же́ртвенник, в воню́ благоуха́ния духо́внаго, возниспо́слет нам Боже́ственную благода́ть и дар Свята́го Ду́ха, помо́лимся.
 Далее просительная ектения
 Священник возглашает: И сподо́би нас, Влады́ко, со дерзнове́нием, неосужде́нно сме́ти призыва́ти Тебе́, Небе́снаго Бо́га Отца́, и глаго́лати.
 Все люди: О́тче наш...
Перед причащением духовенства в алтаре:
Священник: Благода́тию, и щедро́тами, и человеколю́бием Единоро́днаго Сы́на Твоего́, с Ни́мже благослове́н еси́, со Пресвяты́м и Благи́м и Животворя́щим Твои́м Ду́хом, ны́не и при́сно, и во ве́ки веко́в.
 Лик: Ами́нь.
 Диакон: Во́нмем.
 Священник: Свята́я святы́м.
 Лик: Еди́н свят, / еди́н Госпо́дь, / Иису́с Христо́с, / во сла́ву Бо́га Отца́. / Ами́нь. Запричастный стих. Аллилуйя, аллилуйя, аллилуйя!
Во время причащения мирян:
Священник: Со стра́хом Бо́жиим и ве́рою приступи́те.
 Лик: Благослове́н Гряды́й во и́мя Госпо́дне, Бог Госпо́дь и яви́ся нам.
 Священник: Ве́рую, Го́споди, и испове́дую, я́ко Ты еси́ вои́стинну Христо́с, Сын Бо́га жива́го, прише́дый в мир гре́шныя спасти́, от ни́хже пе́рвый есмь аз. Еще́ ве́рую, я́ко сие́ есть са́мое пречи́стое Те́ло Твое́, и сия́ есть са́мая честна́я Кровь Твоя́. Молю́ся у́бо Тебе́: поми́луй мя и прости́ ми прегреше́ния моя́, во́льная и нево́льная, я́же сло́вом, я́же де́лом, я́же ве́дением и неве́дением, и сподо́би мя неосужде́нно причастити́ся пречи́стых Твои́х Та́инств, во оставле́ние грехо́в и в жизнь ве́чную. Ами́нь.
 Ве́чери Твоея́ та́йныя днесь, Сы́не Бо́жий, / прича́стника мя приими́; / не бо враго́м Твои́м та́йну пове́м, ни лобза́ния Ти дам, я́ко Иу́да, / но я́ко разбо́йник испове́даю Тя: / помяни́ мя, Го́споди, во Ца́рствии Твое́м.
 Да не в суд или́ во осужде́ние бу́дет мне причаще́ние Святы́х Твои́х Та́ин, Го́споди, но во исцеле́ние души́ и те́ла.
 Лик: Тело Христо́во приими́те, Исто́чника безсме́ртнаго вкуси́те.
 Священник: Честна́го и свята́го Те́ла и Кро́ви Го́спода и Бо́га и Спа́са на́шего Иису́са Христа́, причаща́ется раб Бо́жий, имя, во оставле́ние грехо́в свои́х и в жизнь ве́чную. Аллилуйя, аллилуйя, аллилуйя!
После причащения:
Священник: Спаси́, Бо́же, лю́ди Твоя́, и благослови́ достоя́ние Твое́.
 Лик поет: Ви́дехом свет и́стинный, / прия́хом Ду́ха Небе́снаго, / обрето́хом ве́ру и́стинную, / неразде́льней Тро́ице покланя́емся, / Та бо нас спасла́ есть.
 Священник: Всегда́, ны́не и при́сно, и во ве́ки веко́в.
 Лик: Ами́нь. Да испо́лнятся уста́ на́ша / хвале́ния Твоего́ Го́споди, / я́ко да пое́м сла́ву Твою́, / я́ко сподо́бил еси́ нас причасти́тися / Святы́м Твои́м, Боже́ственным, безсме́ртным и животворя́щим Та́йнам, / соблюди́ нас во Твое́й святы́ни / весь день поуча́тися пра́вде Твое́й. / Аллилу́иа, аллилу́иа, аллилу́иа.
 Диакон: Про́сти прии́мше Боже́ственных, святы́х, пречи́стых, безсме́ртных, небе́сных и животворя́щих, стра́шных Христо́вых Та́ин, досто́йно благодари́м Го́спода.
 Заступи́, спаси́, поми́луй и сохрани́ нас, Бо́же, Твое́ю благода́тию.
 День весь соверше́н, свят, ми́рен и безгре́шен испроси́вше, са́ми себе́ и друг дру́га, и весь живо́т наш Христу́ Бо́гу предади́м.
 Лик: Го́споди, поми́луй. Го́споди, поми́луй. Тебе́, Го́споди, Го́споди.
 Священник: Я́ко Ты еси́ освяще́ние на́ше, и Тебе́ сла́ву возсыла́ем, Отцу́, и Сы́ну, и Свято́му Ду́ху, ны́не и при́сно, и во ве́ки веко́в.
 Священник: С ми́ром изы́дем.
 Лик: О и́мени Госпо́дни.
 Диакон: Го́споду помо́лимся.
 Лик: Го́споди, поми́луй.
 Священник молитву заамвонную возгласно: Благословля́яй благословя́щия Тя, Го́споди, и освяща́яй на Тя упова́ющия, спаси́ лю́ди Твоя́ и благослови́ достоя́ние Твое́, исполне́ние Це́ркве Твоея́ сохрани́, освяти́ лю́бящия благоле́пие до́му Твоего́: Ты тех возпросла́ви Боже́ственною Твое́ю си́лою, и не оста́ви нас, упова́ющих на Тя. Мир мiрови Твоему́ да́руй, це́рквам Твои́м, свяще́нником, во́инству и всем лю́дем Твои́м. Я́ко вся́кое дая́ние бла́го, и всяк дар соверше́н свы́ше есть, сходя́й от Тебе́ Отца́ све́тов, и Тебе́ сла́ву, и благодаре́ние, и поклоне́ние возсыла́ем, Отцу́, и Сы́ну, и Свято́му Ду́ху, ны́не и при́сно, и во ве́ки веко́в.
 Лик: Ами́нь. Бу́ди и́мя Госпо́дне благослове́нно от ны́не и до ве́ка. Трижды. и псалом 33: Благословлю́ Го́спода...
 Отпуст.

### Возгласы мирян
Среди распространённых возглашений мирян на полноценных богослужениях (совершаемых священниками): «Аминь», «Аллилуйя», «Господи помилуй», «Тебе́, Го́споди», «Пода́й, Го́споди», «Осанна», «И со ду́хом твои́м», «Высокопреосвяще́ннейший Влады́ко благослови́», «Многая лета», «Свяще́нство Ва́ше да помяне́т Госпо́дь Бог во Ца́рствии Свое́м, всегда́, ны́не и при́сно, и во ве́ки веко́в.», «Христо́с воскре́се! — Вои́стину воскре́се!», «Спаси́ Вас Го́споди» и другие. Ответы на возгласы священнослужителей за мирян, обычно поют клиросные певчие или произносят чтецы. Чтеца, возглашающего запевы перед стихирами называют канонархом. Возгласами можно назвать и стихи-запевы к тропарям канона:
Сла́ва Тебе́, Бо́же наш, сла́ва Тебе́!
 Поми́луй мя Бо́же, поми́луй мя!
 Пресвята́я Богоро́дице, спаси́ нас!
 Преподо́бне о́тче наш Серафи́ме, моли́ Бо́га о нас!
 и др.
Каждая ектения, и даже каждая молитва «Отче наш…» должны оканчиваться каким-либо возгласом священника. Вместо отсутствующего священника мирянин может возгласить тот же (универсальный) возглас «Моли́твами святы́х оте́ц на́ших…». Поскольку церковный устав в древности формировался в монастырях, когда монахам ещё возбранялось становиться священниками, некоторые возгласы-славословия произносились мирянами и стали окончаниями многих современных молитв.

## В католичестве
В церковной музыке католиков аккламации «Kyrie eleison» и «Alleluia» послужили основой для развёрнутых хоралов (часто мелизматического типа), а начиная с позднего Возрождения — многоголосных композиторских сочинений, в том числе, Kyrie eleison стала первой частью ординария мессы, а Osanna — обязательным разделом Sanctus (там же).

## В иудаизме
Согласно Маймониду ведущий общинную службу начинает иудейскую литургию с пения молитвы Кадиш на иудео-арамейском языке.
В конце молитвы Кадиш миньян и ведущий вместе: «Да будет великое имя Его благословенно вечно и во веки веков!»
Затем ведущий произносит возглас-призыв к общине: «Благословите Господа Благословенного!»
И община отвечает благословением громко: «Благословен [Он] Господь Благословенный во веки веков!»
Потом ведущий вместе с общиной громко поют символ веры — первый стих Шма: «Внемли Израиль, Господь — Бог наш, Господь — один». Мелодия пения этого стиха отличается в разных общинах и даже в одной общине, но в разные праздники. Петь ли далее отрывки из Торы зависит от обычая общин: Втор. 6:4—9; Втор. 11:13—21; Чис. 15:37—41. После молятся молитвой Амида.